# 227P/Catalina-LINEAR
227P/Catalina-LINEAR – kometa krótkookresowa, należąca do rodziny Jowisza.

## Odkrycie
Kometa została odkryta 14 marca 2003 w ramach programów obserwacyjnych Catalina Sky Survey i LINEAR.

## Orbita komety i właściwości fizyczne
Orbita komety 227P/Catalina-LINEAR ma kształt elipsy o mimośrodzie 0,5. Jej peryhelium znajduje się w odległości 1,8 j.a., aphelium zaś 5,38 j.a. od Słońca. Jej okres obiegu wokół Słońca wynosi 6,79 roku, nachylenie do ekliptyki to wartość 6,52˚.
Jądro tej komety ma rozmiary maks. kilku km.